# صفي خون (قلعة خواجة)
صفي خون (بالفارسية: صفی‌خون) هي منطقة سكنية تقع في إيران في قسم قلعة خواجة الريفي. يقدر عدد سكانها بـ 165 نسمة بحسب إحصاء 2016.